# Staten Island
Staten Island – jeden z pięciu okręgów (boroughs) Nowego Jorku, oraz hrabstwo (county), w stanie Nowy Jork, o nazwie Richmond. Staten Island mieści się na wyspie o tej samej nazwie, leżącej w cieśninie będącej wejściem do Zatoki Nowojorskiej. Jako okręg funkcjonuje od 1898 r., gdy doszło do reorganizacji Nowego Jorku jako miasta (m.in. włączono wtedy Brooklyn w granice metropolii). Do 1975 r. okręg znany był jako Richmond.

## Historia
Pierwszy kontakt Europejczyków z tymi terenami to wyprawa Giovanni da Verrazzano (nazwisko jest pisane także Verrazano), który dotarł tu ze swoją ekspedycją w 1524 r. Następnie w 1609 r. Henry Hudson w imieniu Holendrów zapoczątkował tu handel z miejscowymi plemionami indiańskimi. Wyspa pozostawała jednak długo niezamieszkana ponieważ miejscowi Indianie wielokrotnie niszczyli nowo powstające osiedla. Pierwsza stała holenderska osada powstała w 1661 r. pod nazwą „Oude Dorp”. W 1667 r. wyspa została zdobyta przez Anglików. W 1683 r. zostało tu powołane hrabstwo Richmond.

## Geografia
Hrabstwo Richmond ma łączną powierzchnię 265 km² – z czego 152 km² (57̬%) zajmuje powierzchnia lądowa, a 114 km² (43%) powierzchnia wodna. Chociaż Staten Island administracyjnie należy do Nowego Jorku, wyspa pod względem topograficznym i geologicznym jest częścią stanu New Jersey.
Staten Island oddzielona jest od Brooklynu przez cieśninę The Narrows, a od kontynentalnej części New Jersey przez cieśniny Arthur Kill i Kill Van Kull.
Staten Island znajduje się w centrum New York Bight, ostrego zakrętu na linii brzegowej między New Jersey i Long Island. Region ten jest uważany za podatny na wzrost poziomu mórz. Wyspa doznała poważnych zniszczeń podczas huraganu Sandy w 2012 r.
Do okręgu Staten Island należy kilka małych, niezamieszkanych wysp:
- The Isle of Meadows (leżąca u ujścia potoku Fresh Kills(inne języki) do cieśniny Arthur Kill),
- Prall Island (w cieśninie Arthur Kill),
- Shooters Island (w zatoce Newark Bay(inne języki); część wyspy należy do New Jersey),
- Swinburne Island (w Lower New York Bay(inne języki)),
- Hoffman Island (w Lower New York Bay).

Najwyższym wzniesieniem na Staten Island jest Todt Hill (125 m n.p.m.) – jest to nie tylko najwyższe wzniesienie w Nowym Jorku, ale również najwyższy punkt na Nizinie Atlantyckiej pomiędzy półwyspem Cape Cod w stanie Massachusetts a Florydą.

## Transport
Staten Island połączona jest z Brooklynem mostem Verrazano-Narrows, z Manhattanem darmowym promem Staten Island Ferry i ze stanem New Jersey mostami Outerbridge, Goethals i Bayonne. Linie autobusowe oraz linia kolejowa Staten Island Railway, która biegnie przez całą długość wyspy z terminalu promowego Staten Island Ferry w miejscowości Saint George do Tottenville, są częścią nowojorskiej Metropolitan Transportation Authority. Staten Island jest jedyną dzielnicą Nowego Jorku, która nie jest bezpośrednio połączona z systemem nowojorskiego metra – mimo wielokrotnych prób w tym zakresie. Prom Staten Island Ferry łączy Staten Island z Manhattanem i jest sporą atrakcją turystyczną, z promu można podziwiać panoramę Dolnego Manhattanu, Brooklynu, Statuę Wolności i Ellis Island.

## Bogata dzielnica
Jest to dzielnica o najmniejszej populacji, najbardziej jednorodna etnicznie. Przez mieszkańców innych dzielnic bywa humorystycznie traktowana jako rodzaj wiejskiej prowincji, co nie mija się z prawdą, bo zabudowa nie jest tutaj gęsta (dawniej istniało tutaj wiele gospodarstw rolnych). Obecnie liczba mieszkańców stale rośnie, co jest spowodowane m.in. otwarciem mostu Verrazano oraz w miarę dogodnymi warunkami mieszkaniowymi, które są na pewno lepsze od innych dzielnic (przede wszystkim nie jest tu tłoczno i jest zdecydowanie czyściej).
Wyspa ma największą powierzchnię terenów zielonych ze wszystkich dzielnic Nowego Jorku.

## Mieszkańcy
W 2019 r. Staten Island zamieszkiwało 476 143 osób. Z czego 77% to biali, 5,65% to czarnoskórzy Amerykanie. Z tego do włoskiego pochodzenia przyznaje się 44,55% osób (największa społeczność włoska ze wszystkich hrabstw), irlandzkiego – 14,45%, niemieckiego – 7,61%, angielskiego i polskiego po około 3,4%. Większość mieszkańców to członkowie Kościoła katolickiego, który posiada tutaj silne wpływy.